# 2-アセチル-1-ピロリン
2-アセチル-1-ピロリン（2-acetyl-1-pyrroline、略称: 2-AP）は、精白パンやジャスミン米、バスマティ米、香辛料パンダン（ニオイアダン Pandanus amaryllifolius）、Vallaris glabraにいつもの匂いを与える芳香化合物である。多くの人はこの匂いを「熱い、バター味ポップコーン」と似ていると言う。また、ビントロングの尿の香りの原因はこの化合物とされる。トラ（インド、アムール、シベリア）とインドのヒョウのマーキング液と尿も2APによる強い芳香を有する。
ワインのねずみ臭の原因物質の一つ、だだちゃ豆のポップコーン様の匂いの理由は2APである。
2APとその構造ホモログで同様の匂いの6-アセチル-2,3,4,5-テトラヒドロピリジンはパン生地を焼いたりするなど食品の加熱中のメイラード反応によって形成されうる。どちらの化合物も0.06 ng/L未満の嗅覚閾値を有する。

## 構造
2APは、置換ピロリン、環状イミン、ケトンである。